# Lutz Hieber
Lutz Hieber (* 28. Juli 1944) ist ein deutscher Soziologe und emeritierter Professor der Gottfried Wilhelm Leibniz Universität Hannover.

## Leben
Nach dem Erwerb der Hochschulreife 1964 studierte Hieber bis 1971 Physik an der Universität Bonn und schloss als Diplom-Physiker ab. Von 1971 bis 1975 studierte er an der Universität Hannover (damals noch Technische Universität) Soziologie und Politikwissenschaft mit abschließender Promotion. 1980 habilitierte er sich im Fach Soziologie. Nachdem er von 1976 bis 1982 als wissenschaftlicher Assistent am Soziologischen Institut der Universität Hannover tätig gewesen war, wurde er 1982 dort Professor.
Forschungsschwerpunkte (chronologisch): Zusammenhänge von Naturwissenschaft, Technik und gesellschaftlichem Wandel; Neue Soziale Bewegungen (besonders Anti-Atomkraft-Bewegung); Sozialgeschichte der Kunst; Kunst- und Kultursoziologie.
Hieber ist auch als Kurator für Ausstellungen tätig.

## Schriften (Auswahl)
- Probleme des naturwissenschaftlichen Produktionsprozesses in der bürgerlichen Gesellschaft, 1978 (Dissertationsschrift)
- Aufklärung über Technik. Zum Unterschied von wissenschaftlicher und politischer Technikkritik, Frankfurt/Main: Campus-Verlag, 1983, ISBN 3-593-33250-7
- Technische Reproduzierbarkeit. Zur Kultursoziologie massenmedialer Vervielfältigung (hgg. mit Dominik Schrage), Bielefeld: Transcript, 2007, ISBN 978-3-89942-714-1
- Ästhetisierung des Sozialen. Reklame, Kunst und Politik im Zeitalter visueller Medien (hgg. mit Stephan Moebius), Bielefeld: Transcript, 2011, ISBN 978-3-8376-1591-3.
- Politisierung der Kunst. Avantgarde und US-Kunstwelt. Springer VS, Wiesbaden 2015, ISBN 978-3-658-02014-9.
- Lutz Hieber, Andreas Urban: Körperformen. Mode macht Erotik, (= Schriften des Historischen Museums Hannover, Bd. 32), Katalog zur Ausstellung im Historischen Museum Hannover vom 31. August 2008 bis 1. Februar 2009 im Rahmen der Veranstaltungsreihe Hannover goes fashion, Hannover: Historisches Museum, 2008, ISBN 978-3-910073-33-3 und 978-3-910073-33-63 (falsch); Inhaltsverzeichnis